# Les Marchiens
Les Marchiens (en allemand : Nick & Perry) est une série d'animation franco-allemande de 52 épisodes de 13 minutes, diffusée de 2000 à 2001. L'adaptation française est confiée à Olivier Jankovic.

## Fiche technique
Sauf indication contraire, les informations mentionnées dans cette section peuvent être confirmées par la base de données cinématographiques IMDb,  présente dans la section « Liens externes ».
- Titre français : Les Marchiens
- Titre allemand : Nick & Perry
- Réalisation : Tony Barnes
- Scénario : Marteinn Thorisson, Udo Beissel, Mark Hodkinson, Magma, Armin Prediger, Armin Toerkell et Pamela Wilson
- Musique : Danny Chang
- Production : Robert Réa, Michael Schaack et Stephan Schesch
- Sociétés de production : M6, Westdeutscher Rundfunk Köln, Ellipse Animation, TFC Trickompany Filmproduktion et Junior, avec la participation du Centre national du cinéma et de l'image animée
- Société de distribution : Buena Vista International Television
- Pays :  Allemagne,  France
- Langue : français, allemand
- Genre : animation
- Dates de diffusion :
  - France : 25 octobre 2000
  - Allemagne : 11 septembre 2001

## Distribution allemande
Sauf indication contraire, les informations mentionnées dans cette section peuvent être confirmées par la base de données cinématographiques IMDb,  présente dans la section « Liens externes ».
- Rolf Berg (de) : Nick
- Matthias Haase (de) : Frank
- Peter Harting (de) : M. Smith
- Maximiliane Häcke (de) : Lucy
- Daniel Werner (de) : Perry